# Glenea algebraica
Glenea algebraica é uma espécie de besouro da família Cerambycidae. Foi descrito por James Thomson em 1857. É conhecida a sua existência no Bornéu, Malásia, Java e Sumatra.

## Variedades
- Glenea algebraica var. analytica Pascoe, 1867
- Glenea algebraica var. Griseofrontalis Breuning, 1956
- Glenea algebraica var. griseosuturalis Pic, 1943
- Glenea algebraica var. mediovittata Pic, 1943
- Glenea algebraica var. tenuefasciata Breuning, 1956